# رزغاه (سراب)
رزغاه هي قرية في مقاطعة سراب، إيران. يقدر عدد سكانها بـ 108 نسمة بحسب إحصاء 2016.